# Enrique del Portal
Enrique del Portal (Enrique Ruiz del Portal González. Madrid, 3 de julio de 1932 — ib., 20 de marzo de 2020) fue un tenor y actor madrileño, que destacó en el teatro lírico español. En 1959 aconsejado por su amigo y compañero  Fernando Aranda acorto su primer apellido para convertirse en Enrique del Portal, seudónimo que utilizo siempre. En activo desde 1959, formó parte de las compañías más relevantes de zarzuela y cantó junto con Pepita Embil, José Carreras y Alfredo Kraus. En 2006 recibió el Premio Federico Romero de la SGAE

## Biografía
Enrique del Portal nació en Madrid el 3 de julio de 1932. Llevó a cabo su formación musical cursando los estudios de canto en el Real Conservatorio Superior de Música de Madrid y recibiendo clases de Ramona Nieto y más tarde de Ernestina de la Gándara. 
En 1959 debuta en el Teatro Fuencarral de Madrid y en 1960 pasa al Teatro de la Zarzuela como primer tenor bajo la dirección del maestro Mendoza Lasalle, donde interpreta obras como Marina, El caserío y La tabernera del puerto, llegando a preparar esta última zarzuela con el propio autor de la partitura, el maestro Pablo Sorozábal.
En 1962 hizo una gira por América Latina con la compañía de María Fernanda Caballer alternando la zarzuela  y la opereta, género este último en el que se distinguió con títulos como La viuda alegre, El conde de Luxemburgo, El encanto de un vals, El país de las campanillas, La duquesa del Bal-Tabarín, etc. Volvió a Hispanoamérica en los años 1968, 1969 y 1970 con la compañía de Faustino García teniendo un gran éxito. En 1984 retomó el continente americano con la compañía de Ases Líricos de Evelio Esteve y Fernando Aranda haciendo un periplo de zarzuela por toda su geografía.
En 1974, de nuevo en el Teatro de la Zarzuela de Madrid, bajo la dirección de José Tamayo interpretó el papel de Caramello en Carnaval en Venecia. También interpretó el rol de Cardona en Doña Francisquita, el de Gobernador en Don Gil de Alcalá, Espejo en Chorizos y polacos, Españita y Ansúrez en distintas producciones de La patria chica, Atenedoro en La revoltosa e Intendente en El rey que rabió. Con esta misma compañía, en el Teatro de la Maestranza de Sevilla, representó el papel de Pamplinas en El bateo y el del tabernero de La verbena de la Paloma. También en 1974 interpretó en el Teatro Arriaga de Bilbao La voz en la fragua, en La vida breve, de Manuel de  Falla, junto a José Carreras, Ángeles Gulín y Lucero Tena, bajo la dirección musical de Frühbeck de Burgos. A continuación hizo El retablo de maese Pedro.
En 1975 conoce a Nieves Fernández de Sevilla, nieta del escritor Luis Fernández de Sevilla  (Generación del 27) con la que inicia una relación amorosa clandestina hasta 1990, año en que se separaran de sus cónyuges y comienzan una vida en pareja hasta 1998 cuando se casan. Esta relación solo termina con el fallecimiento de Enrique del Portal en 2020. 
En 1980 fue contratado por el maestro Pablo Sorozábal para estrenar su ópera Juan José en el Teatro de la Zarzuela. El estreno fue suspendido y se sustituyó con una puesta en escena de La del Soto del Parral, en la que interpretó el papel protagónico de Miguel.
En 1982 cantó Luisa Fernanda en los jardines del Generalife de Granada junto a Ángeles Chamorro y Mary Carmen Ramírez, en una gran producción dirigida por el compositor de dicha zarzuela, el maestro Federico Moreno Torroba, con la participación de José Tamayo.
En 1985 el Ministerio de Cultura Español le distinguió con el título de profesor superior de canto, en reconocimiento a su carrera como cantante lírico. 
En 1992 comenzó a trabajar como actor en comedias como Marino tiene que ser de Luis Fernández de Sevilla y Eloísa está debajo de un almendro de Jardiel Poncela, sin abandonar el musical y la zarzuela, donde pasó a hacer primeros actores tanto cómicos como dramáticos, destacando sus interpretaciones de Don Generoso en La rosa del azafrán, Sabino en La del Soto del Parral y Don Hilarión en La verbena de la Paloma.
Entre 1995 y 1996, bajo la dirección de José Luis Moreno y Nieves Fernández de Sevilla, trabajó en el Teatro Calderón de Madrid y posteriormente en el Teatro Maravillas. Participa en la grabación de doce zarzuelas bajo el sello de RTVE. Trabajó como primer actor de las temporadas de zarzuela del Teatro Pérez Galdós de Las Palmas de Gran Canaria, Teatro Guimerá de Tenerife, del Gran Teatro de Córdoba, del Teatro Barakaldo, Palacio Euskalduna, Teatro Villamarta de Jerez, Palacio de Festivales de Cantabria y Veranos de la Villa, patrocinados por el Ayuntamiento de Madrid.   
Además de las citadas, formó parte de los elencos de las compañías líricas más importantes, como la del maestro Mendoza Lasalle, José de Luna, José María Damunt, Ases Líricos de Evelio Esteve, Compañía Lírica de Jorge Rubio, Compañía Luis Fernández de Sevilla, Lírica de Arte, Compañía Amadeo Vives, Ases de la Zarzuela y Compañía Lírica Nacional.
Falleció a los ochenta y siete años, el 20 de marzo de 2020, en su domicilio de Madrid, a causa de un infarto de miocardio propiciado por la diabetes que padecía y que también le produjo una gastroenteritis. Su muerte aconteció en la misma casa y habitación donde lo hizo 46 años atrás Luis Fernández de Sevilla. Nieves, su viuda, indicó que veinte días antes de producirse el deceso, el tenor había sufrido una caída en su casa sin mayores consecuencias. Los días anteriores a su fallecimiento no pudo ser atendido por ningún médico a causa del colapso en el que se encontraban ya los hospitales madrileños por el COVID-19.
Su hijo, Enrique Ruiz del Portal Ruiz, es cantante lírico.

## Discografía
- 1967 Bohemios, en el papel de Víctor.
- 1967 Luisa Fernanda, en el papel de Saboyano.
- 1968 La revoltosa, en el papel de Tiberio.
- 1969 La Dolorosa, en el papel de Perico.
- 1969 El caserío, en el papel de Txomin.
- 1971 Molinos de viento, en el papel de Romo.
- 1972 La revoltosa, en el papel de Cándido.
- 1972 Doña Francisquita, en el papel de Cardona.
- 1973 El huésped del sevillano, en el papel de Rodrigo.
- 1995: El Caserío (Manu), Bohemios (Papá Girard), La Verbena de la Paloma (Don Hilarión), La Revoltosa

(Candelas), Molinos de Viento (Cabo Stok), Katiuska (Coronel Bruno Brunovich) 

## Premios y reconocimientos
- 2006 Premio Arroyo en Valladolid.
- 2007 Premio Federico Romero de la SGAE.
- 2008 Premio Nacional de Teatro en el Teatro Campoamor de Oviedo.
- 2012 Homenaje a toda su carrera en la Plaza Mayor de Madrid organizado por el Ayuntamiento de Madrid.